# باتريك أوبريانت
باتريك أوبريانت (بالإنجليزية: Patrick O'Bryant)‏ مواليد 20 يونيو 1986 في أوسكلوسا، هو لاعب كرة سلة محترف أمريكي بدأ مسيرته الاحترافية في سنة 2006 حيث تم اختياره من قبل فريق غولدن ستايت ووريورز خلال الدرافت،. يبلغ طوله 7 قدم 0 بوصة (2.1 م).

## فرق لعب لها
- غولدن ستايت ووريورز
- بوسطن سيلتكس
- تورونتو رابتورز
- ليتوفوس رايتس

## إحصائيات المسيرة

### الموسم الاعتيادي
| السنة   | الفريق              | لعب | بدأ | دقيقة | ميداني% | ثلاثية | حرة  | ارتداد | صنع | استلاب | تصدي | نقطة |
| ------- | ------------------- | --- | --- | ----- | ------- | ------ | ---- | ------ | --- | ------ | ---- | ---- |
| 2006–07 | غولدن ستايت ووريورز | 16  | 0   | 7.4   | .313    | .000   | .647 | 1.3    | .6  | .4     | .5   | 1.9  |
| 2007–08 | غولدن ستايت ووريورز | 24  | 0   | 4.1   | .552    | .000   | .600 | 1.2    | .2  | .2     | .4   | 1.5  |
| 2008–09 | بوسطن سيلتكس        | 26  | 0   | 4.2   | .516    | .000   | .667 | 1.3    | .3  | .1     | .3   | 1.5  |
| 2008–09 | تورونتو رابتورز     | 13  | 3   | 11.3  | .547    | .000   | .375 | 2.5    | .2  | .2     | .8   | 4.7  |
| 2009–10 | تورونتو رابتورز     | 11  | 0   | 4.6   | .533    | .000   | .500 | 1.0    | .1  | .2     | .4   | 1.7  |
| المسيرة |                     | 90  | 3   | 5.8   | .494    | .000   | .583 | 1.4    | .3  | .2     | .4   | 2.1  |

## روابط خارجية
- باتريك أوبريانت على موقع إن بي أي (الإنجليزية)
- باتريك أوبريانت على موقع دوري السوبر التايواني لكرة السلة (الصينية)
- باتريك أوبريانت على موقع سبورتس رفرنس (الإنجليزية)
- باتريك أوبريانت على موقع كرة السلة الأوروبية.كوم (الإنجليزية)
- باتريك أوبريانت على موقع إي إس بي إن.كوم (الإنجليزية)
- باتريك أوبريانت على موقع كلية كرة السلة في سبورتس رفرنس.كوم (الإنجليزية)
- باتريك أوبريانت على موقع ريلجم (الإنجليزية)
- باتريك أوبريانت على موقع بروبوليرز (الإنجليزية)
- باتريك أوبريانت على موقع سبورتس رفرنس (الإنجليزية)
- باتريك أوبريانت على موقع سبورتس رفرنس (الإنجليزية)